# 什娥错
什娥错又名桑旺湖，是一个位于中国西藏自治区日喀则市康马县的湖泊。是年楚河上流的冰川湖，面积约为5.54平方千米，属于青藏高原。它的一级流域为广西、云南、西藏、新疆诸国际河流，二级流域为雅鲁藏布江—布拉马普特拉河水系。1954年7月16日，曾发生溃决。